# Atheta serrata
Atheta serrata är en skalbaggsart som beskrevs av Benick 1938. Atheta serrata ingår i släktet Atheta, och familjen kortvingar. Arten är reproducerande i Sverige.